# آني بي. بوند
آني بي. بوند (بالإنجليزية: Annie B. Bond)‏ هي كاتبة العمود أمريكية، ولدت في 1953.